# 桃園市立光明國民中學

桃園市立光明國民中學（英文全稱：Guang Ming Junior High School），簡稱光明國中、光中，位於臺灣桃園市蘆竹區，於1999年成立。

## 歷史沿革
- 1996年：於錦興國小成立桃園縣立光明國民中學籌備處。
- 1999年：成立桃園縣立光明國民中學。
- 2005年：奉准成立體育班。
- 2014年：12月25日，因應桃園縣升格改制為直轄市，更名為桃園市立光明國民中學。
- 2016年：奉准成立英語資優班。
- 2017年：奉准成立數理資優班。
- 2018年：榮獲桃園市長頒發智慧學校殊榮。
- 2018年：榮獲桃園市創新科技互動課堂教學團隊競賽──銅桃獎。
- 2018年：榮獲2018大師盃智慧課堂團隊競賽冠軍。
- 2018年：會考升學表現，

台北市立建國高級中學1位，
桃園市立武陵高級中學科學班1位，
桃園市立武陵高級中學16位，
國立中央大學附屬中壢高級中學20位，
桃園市立桃園高級中學23位
- 2019年：會考升學表現，

桃園市立武陵高級中學11位，
國立中央大學附屬中壢高級中學23位，
桃園市立桃園高級中學18位
- 2020年：榮獲教育部109年度閱讀磐石績優學校。

## 歷任校長
| 任期 | 姓名       | 任職日期  | 離職日期  | 備註                                                                  |
| ---- | ---------- | --------- | --------- | --------------------------------------------------------------------- |
| 1    | 王輝榮先生 | 1999年8月 | 2003年7月 | 原桃園縣立富岡國民中學校長轉任，調任桃園縣立青溪國民中學。            |
| 2    | 許黎琴女士 | 2003年8月 | 2010年7月 | 原桃園縣立壽山國民中學校長轉任，調任桃園縣立建國國民中學。            |
| 3    | 陳春發先生 | 2010年8月 | 2015年7月 | 原桃園縣立竹圍國民中學校長轉任，任內退休。                            |
| 4    | 何信璋先生 | 2015年8月 | 2023年7月 | 原桃園市立大崗國民中學校長轉任，調任桃園市立同德國民中學。            |
| 代理 | 黃詩清先生 | 2023年8月 | 2024年7月 | 桃園市政府教育局候用國中校長代理，2024年8月調升桃園市立龜山國民中學。 |
| 5    | 范菁華女士 | 2024年8月 | 現任      | 原桃園市立龜山國民中學校長轉任。                                      |

## 校隊
- 直笛團
- 田徑隊
- 棒球隊
- 羽球隊

## 學區
錦中里（第1－6、8、10、12、14鄰）、錦中里（第7、9、11、13、15－21、23、25、27鄰）【為光明國中、南崁國中共同學區】、長興里、蘆竹里（第8、12－21、24-26鄰）、蘆竹里（第1－3鄰、22鄰）【為光明國中、南崁國中、山腳國中共同學區】、南興里、錦興里、南榮里、福昌里、順興里、福興里、正興里、蘆興里、興榮里。

## 外部連結
- 桃園市立光明國民中學 （页面存档备份，存于）